# J.P. Trap
Jens Peter Trap (19. september 1810 – 21. januar 1885) var kabinetssekretær og topografisk
forfatter.
Som sekretær hos kabinetssekretæren ledsagede han kongeparret Christian 8. og Dronning Caroline Amalie på dets store rundrejse i riget i 1840.
Han blev selv udnævnt til kabinetssekretær i 1856. Han ledsagede Frederik 7. på dennes store rejser i Jylland og Slesvig i dette og de følgende år. Ved Frederiksborg Slots Brand 17. december 1859 var han med til at redde henved 300 malerier og en del antikke møbler fra at blive flammernes bytte; kongen belønnede ham med gehejmeetatsrådstitlen. Han fulgte også Christian 9. på flere rejser, blandt andre til Island i anledning af tusindårsfesten. Som belønning for sin hengivenhed mod kongehuset dekoreredes Trap 1875 med Dannebrogordenens storkors, og 1881, da han havde været kabinetssekretær i 25 år, udnævntes han til gehejmeråd. Ved universitetets jubilæumsfest 1879 modtog han det juridiske doktordiplom. Samme år var han medstifter og første formand for Samfundet for dansk-norsk genealogi og Personalhistorie, en stilling han beholdt til sin død. I februar 1884 tog han sin afsked og døde den 21. januar 1885 i København.
Han var frimurer og 1870-1871 formand (højeste styrer) for Den Danske Frimurerorden.
J.P. Traps ret betydelige litterære produktion begyndte 1842 med udgivelsen af den danske Hof- og Statskalender som han udgav frem til sin død. Mest kendt er Trap nok for Statistisk-topografisk Beskrivelse af Kongeriget Danmark, hvis første udgave kom i 1856-1860, som blev så godt modtaget af læserne, at der allerede 1871-1879 udkom en stærkt forøget anden udgave i seks bind. Omkring 1895 udkom tredje udgave, fjerde udgave i 1929 og femte udgave i 1963. Et supplement til Danmarksbeskrivelsen blev Statistisk-topografisk Beskrivelse af Hertugdømmet Slesvig, der udkom 1861-1864 i to bind. Værket omtales i reglen som Trap Danmark. Det har siden førsteudgaven været et vigtigt opslagsværk i dansk lokalhistorie. Siden 2015 har arbejdet med udgive sjetteudgaven af Trap Danmark stået på. Det forventes afsluttet ca. 2020.
Trap efterlod sig et omfattende selvbiografisk manuskript som han ønskede blev udgivet efter hans død. På grund af det stærkt personlige indhold angående kongehusets forhold (bl.a. om grevinde Danner) måtte udgivelsen vente til 1966. Selvbiografien udgaves da, med omfattende noter ved Harald Jørgensen, under titlen Fra fire Kongers Tid, i tre bind.